# Youcat
Youcat, abreviação de Catecismo Jovem da Igreja Católica, é uma publicação de 2011 que visa ajudar os jovens a entender melhor o Catecismo da Igreja Católica. O livro, redigido em forma de conversa, destina-se a jovens católicos de todo o mundo e está disponível em 25 idiomas, incluindo árabe e chinês. Youcat é baseado no Catecismo da Igreja Católica (1997) e no Compêndio do Catecismo da Igreja Católica (2005). O catecismo tem 304 páginas e consiste em quatro capítulos com 527 perguntas e respostas. 
O prefácio foi escrito pelo Papa Bento XVI. Aproximadamente 700.000 cópias do Youcat foram distribuídas em treze idiomas diferentes em nome do Papa durante a Jornada Mundial da Juventude 2011 em Madri.

## Pano de fundo
Youcat começou em 2006 sob a direção do cardeal vienense Christoph Schönborn em diálogo com teólogos, educadores religiosos e padres de língua alemã, com a participação de mais de sessenta jovens, que ajudaram a melhorar a legibilidade do texto, levantando perguntas e apresentando figuras ilustrativas
A primeira edição foi publicada em alemão em 25 de março de 2011. Foi publicado em dezesseis outros idiomas: inglês, francês, dinamarquês, italiano, croata, holandês, polonês, espanhol, eslovaco, esloveno, coreano, armênio, ucraniano, russo, indonésio e português. Estão previstas edições em chinês, árabe, malaiala e latim. No geral, o Youcat foi publicado em 30 idiomas até o final de 2012. Mais de 2 milhões de cópias foram vendidas. 

## SérieYOUCAT
A série internacional de livros YOUCAT também inclui: 
Um livro de orações: 
- Georg von Lengerke / Dörte Schrömges, Livro de Oração para Jovens YOUCAT, Munique 2011. ISBN 9781586177034 ISBN   9781586177034

Um livro de confirmação: 
- Bernhard Meuser / Nils Baer, livro de confirmação do YOUCAT, ISBN 9781586178352

Um guia do líder para o curso de confirmação: 
- Nils Baer, Manual do Líder de Confirmação do YOUCAT ISBN 9781586178369

## Erros
Em algumas traduções do Youcat, como francês, italiano e espanhol, foram encontrados erros que se desviam da doutrina oficial em relação a questões sobre muitas questões importantes, como a eutanásia e a contracepção. O Vaticano anunciou que esses erros serão corrigidos em edições futuras.     